# Eulália spanyol infánsnő
Mária Eulália Franciska de Asís (spanyolul: María Eulalia Francisca de Asís; Madrid, Spanyol Birodalom, 1864. február 12. – Irun, Spanyolország, 1958. március 8.), Bourbon-házból származó spanyol infánsnő, publicista, II. Izabella spanyol királynő és Ferenc de Asís király negyedik egyben legkisebb leánya, XII. Alfonz király legfiatalabb testvére. 1886-ban, unokatestvérével, Antal infánssal kötött házassága révén Galliera hercegnéje (spanyolul: Duquesa de Galliera).

## Ifjúkora

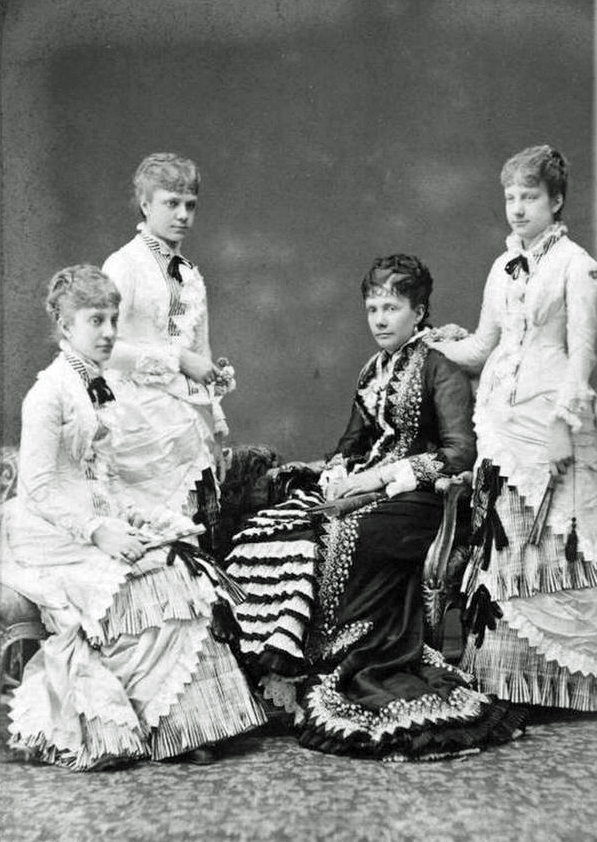
II. Izabella királynő négy leánya. Balról jobbra: Mária del Pilar, Eulália, Izabella és Mária de la Paz infánsnők (1870-es évek)

Az infánsnő 1864. február 12-én, hajnali 3 óra 45 perckor született a madridi királyi palotában. Keresztelőjére másnap, február 13-án került sor. Keresztszülei I. Róbert parmai herceg és nővére, Margit hercegnő lettek, akiket a szertartáson az infánsnő nagyapja, Ferenc de Paula képviselt. A teljes neve spanyolul: María Eulalia Francisca de Asís Margarita Roberta Isabel Francisca de Paula Cristina María de la Piedad lett, de csak Eulália néven vált ismertté, amit édesanyja Méridai Szent Eulália után adott neki.
Eulália infánsnő II. Izabella spanyol királynő és Ferenc de Asís király legfiatalabb életben maradt leánya volt. Testvéreihez hasonlóan a történészek nála is vitatják Ferenc király apaságát. Az infánsnő fizikailag édesanyjára hasonlított: szőke volt és kék szemű, bár édesanyjával ellentétben sosem hízott el, jó alakkal rendelkezett. Személyiségében lázadó volt, gyakran került nézeteltérésbe legidősebb nővérével, Izabellával (becenevén La Chata).
Az 1868-as forradalom kitörését követően családjával francia száműzetésbe vonultak. Párizsban telepedtek le, ahol gyakran megfordultak III. Napóleon császár és Eugénia császárné udvarában, aki maga is spanyol származású volt. Az infánsnő elsőáldozására Rómában, IX. Piusz pápa vezénylésével a száműzetés évei alatt került sor.
Izabella királynő 1870-ben mondott le hivatalosan is a trónról fia javára, aki XII. Alfonz néven 1874-ben foglalhatta el a köztársaság bukása után visszaállított spanyol trónt. Eulália három évvel később tért vissza az országba két nővérével, Mária del Pilar és Mária de la Paz infánsnőkkel. Előbb az El Escorial-i királyi palotában, majd a sevillai Alcázarban, végül a madridi királyi palotában élt. Idősebb nővére, az ekkora már özvegy Izabella a királynéi tisztséget látta el Alfonz király 1879-es, az Orléans-i Mária de las Mercedessel kötött első házasságáig.

## Házassága
Bátyja, Alfonz király 1885-ös halálakor Eulália volt az egyetlen II. Izabella gyermekei közül, aki még nem kötött házasságot (nővére, Izabella ekkora már özvegy volt és nem akart újra férjhez menni, Mária de la Paz unokatestvérükhöz, Lajos Ferdinánd bajor herceghez ment hozzá, míg Mária del Pilar váratlanul hunyt el még 1879-ben). Az infánsnő a néhai király ígérete okán végül 1886. március 6-án, Madridban, hozzáment első-unokatestvéréhez, Antoine d’Orléans herceghez, Antoine, Montpensier hercege és Lujza Ferdinanda spanyol infánsnő fiához, I. Lajos Fülöp francia király unokájához.
Kapcsolatukból összesen három gyermek született:
- Alfonz, Galliera hercege (1886. november 12. – 1975. augusztus 6.), születésétől spanyol infáns és később apját követvén Galliera hercege. 1909-ben vette feleségül a Szász–Coburg–Gothai-házból származó Beatrix hercegnőt, Alfréd szász–coburg–gothai herceg leányát, akitől három fia született.
- Lajos Ferdinánd infáns (1888. november 5. – 1945. június 20.), születésétől megillette az orléans-i hercegi és a spanyol infánsi cím. Ez utóbbitól XIII. Alfonz király fosztotta meg, mivel sorozatos botrányokba keveredett és még Franciaországból is kitiltották. 1930-ban, negyvenegy éves korában vette feleségül az akkor hetvenkét éves Marie Constance Charlotte Sayt, Henri Amédée de Broglie herceg özvegyét. Nem születtek gyermekei.
- Roberta infánsnő (1890. március 12.), halva született.

## Forrás
1. 1 2  Francia Nemzeti Könyvtár: BnF-források (francia nyelven). (Hozzáférés: 2015. október 10.)
2. 1 2  SNAC (angol nyelven). (Hozzáférés: 2017. október 9.)
3. 1 2  Darryl Roger Lundy: The Peerage (angol nyelven)
4. 1 2  Diccionario biográfico español (spanyol nyelven). Spanish Biographical Dictionary . Royal Academy of History, 2011 (Hozzáférés: 2017. október 9.)
5. 1 2  Leo van de Pas: Genealogics (angol nyelven), 2003
6. ↑  „Acta del nacimiento y presentación de S. A. R. la Serenísima Infanta de España.”, 1864. február 13.
7. ↑  „Mayordomía Mayor de S. M.- Acta del bautizo de S. A. R. la Serma. Sra. Infanta Doña María Eulalia Francisca de Asís”, 1864. február 14.
8. ↑  „Real decreto prestando el Real consentimiento para que la Infanta Doña María Eulalia contraiga matrimonio con el Infante D. Antonio María de Orleans y Borbón.”, 1885. december 5.
9. ↑  „La boda de la infanta doña Eulalia”, 1886. március 5.
10. ↑  „La boda de Su Alteza la Infanta doña Eulalia”, 1886. március 6.